# André Vidal de Negreiros
André Vidal de Negreiros (engenho São João, atual Santa Rita, Capitania da Paraíba, 1606 – Goiana, 3 de fevereiro de 1680) foi um militar e governador colonial luso-brasileiro, conhecido principalmente por ter sido um dos líderes da Insurreição Pernambucana, contra a colonização holandesa no Brasil.

## Biografia

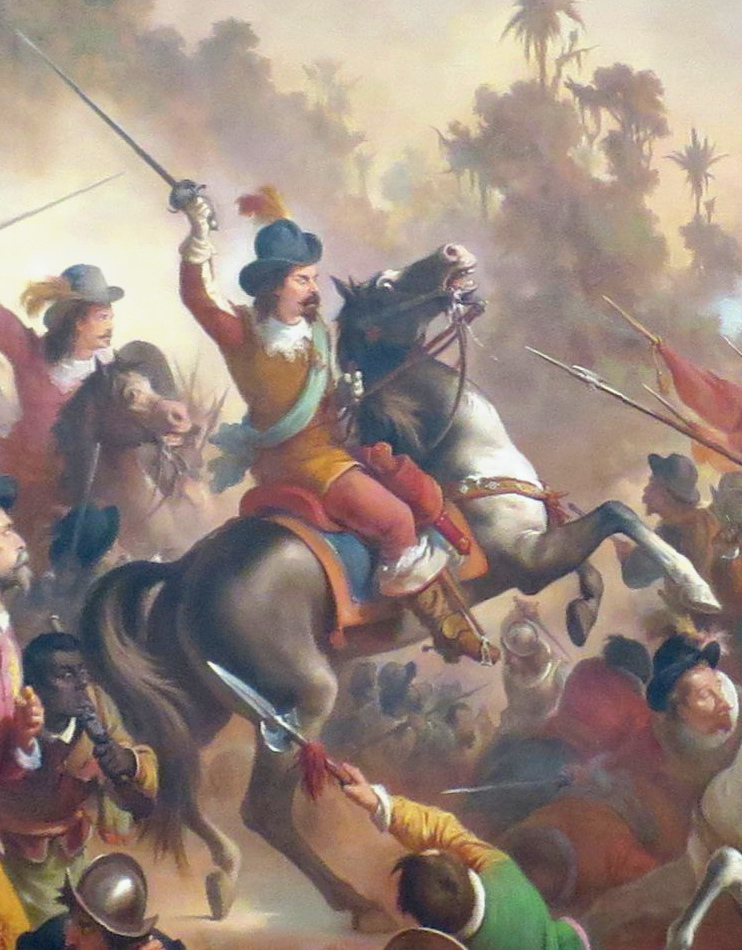
André Vidal de Negreiros em detalhe da pintura Batalha dos Guararapes (Victor Meirelles).

Nascido no engenho São João, na Capitania da Paraíba, André Vidal de Negreiros era filho de Francisco Vidal, natural de Lisboa, e de sua mulher Catarina Ferreira, nascida em Porto Santo, Madeira. Nunca se casou mas, por testamento, dotou seus vários filhos bastardos com heranças materiais, enquanto o sobrinho, filho de sua irmã e militar de carreira, recebeu as insígnias da nobreza. Dentre seus filhos, destaca-se Matias Vidal de Negreiros, que, à revelia do pai e pela graça do rei, acabou por ser legitimado, tornando-se nobre, além de lhe ter sido confiada a administração da considerável fortuna paterna. E assim, a contragosto das autoridades locais, Matias Vidal de Negreiros, mesmo sendo mulato e bastardo,  tornou-se  um homem muito poderoso.
A  atriz Alessandra Vidal de Negreiros Negrini (n. 1970) também é sua descendente pelo lado materno.
No contexto das invasões holandesas do Brasil (1624-1654), André Vidal de Negreiros lutou contra os holandeses em Salvador na Bahia (1624). Após oito anos em Portugal e Espanha, voltou ao Brasil para lutar contra o governo do príncipe holandês Maurício de Nassau, instalado em Pernambuco e capitanias vizinhas,  participando de todas as fases da Insurreição Pernambucana (1645-1654), quando mobilizou tropas e meios no sertão nordestino.
Foi nomeado Mestre de campo, notabilizando-se no comando de um dos Terços do Exército Patriota, nas duas batalhas dos Guararapes, em 1648 e 1649, juntamente com João Fernandes Vieira, Henrique Dias e Filipe Camarão. Comandou o sítio de Recife que resultou na capitulação holandesa no ano de 1654.

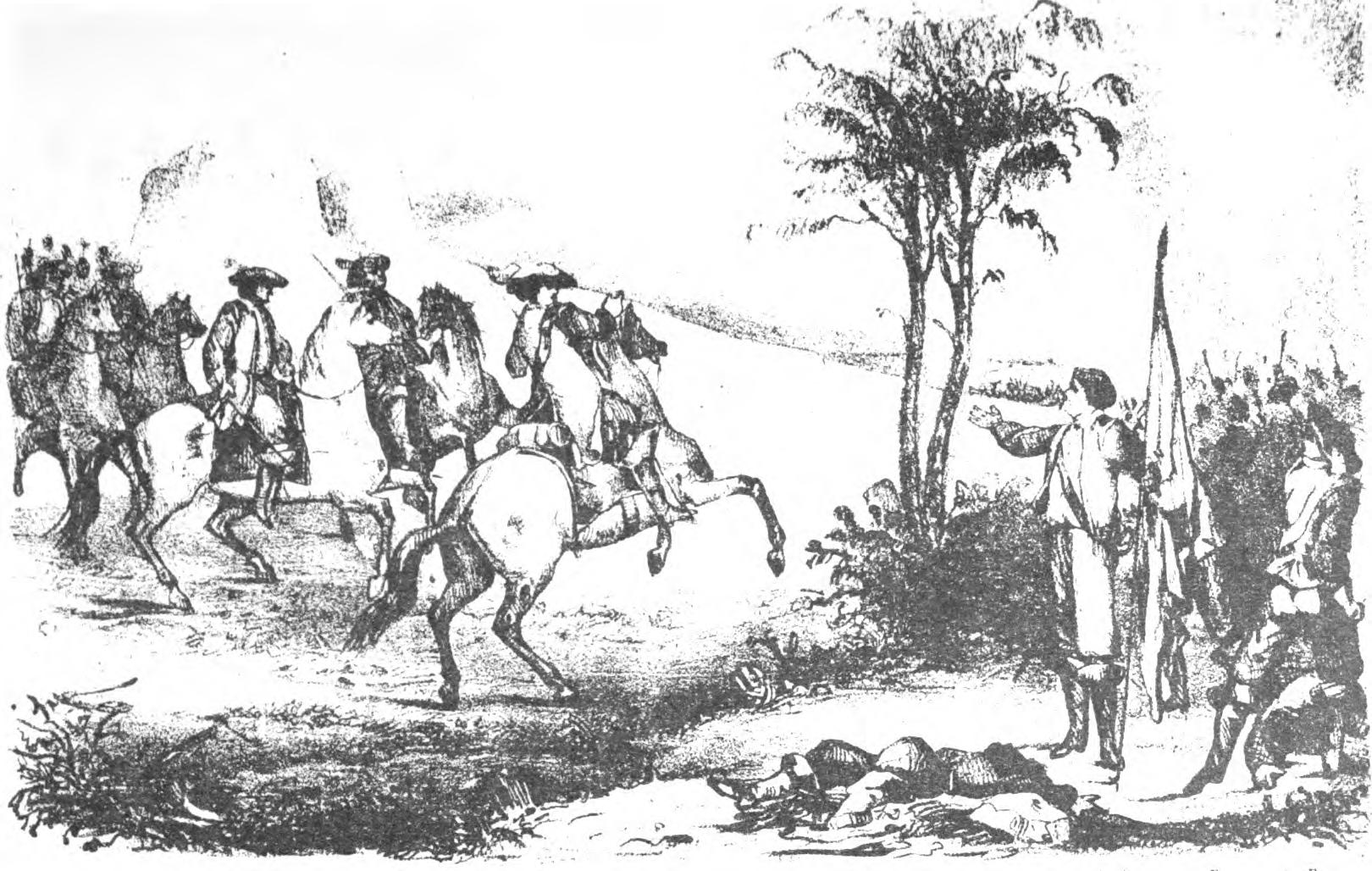
Batalha dos Guararapes.

Encarregado de levar ao rei D. João IV (1640-1656), a notícia da expulsão dos holandeses, foi condecorado pelo soberano e sucessivamente nomeado Governador e Capitão-Geral da Capitania do Maranhão e do Grão-Pará (1655-1656). Posteriormente foi governador da capitania  de Pernambuco (1657-1661), de Angola (1661-1666) e, novamente, de Pernambuco (1667).
O historiador Veríssimo Serrão, complementa:
"Dirigiu as operações de guerra até 1654, sendo, na opinião de Varnhagen [historiador brasileiro], o grande artífice da expulsão dos holandeses. A Coroa utilizou, depois deu valimento como governador das Capitanias do Maranhão (1656-1666) e de Pernambuco (1657-1661 e 1667), mandando-o também governar o Estado de Angola (1661-1666). Embora o considere um valente cabo de guerra, Charles R. Boxer limita o papel de Negreiros na chefia do movimento, por considerar que foi João Fernandes Vieira o principal herói da reconquista de Pernambuco."
Vidal de Negreiros faleceu no Engenho Novo da Vila de Goiana, Pernambuco, em 1680, aos 74 anos.
Em que pese seu valor como heroico líder  da Insurreição Pernambucana, vale lembrar que a disputa pelo  território brasileiro inseria-se no contexto da Guerra Luso-Holandesa, que, por sua vez, era parte do quadro da Guerra da Restauração. Portanto, a expulsão dos holandeses de Pernambuco, em 1654, não significou o encerramento da questão, que, de fato, só começaria a ser resolvida  a partir de 1661, pela via diplomática, mediante a assinatura do Tratado de Haia. Nos termos desse acordo, a Nova Holanda foi "vendida" a Portugal por quatro  milhões de cruzados (ou oito milhões de florins), quantia equivalente a cerca de 4,5 toneladas de ouro e pelo Tratado de Paz, Aliança e Comércio, firmado em julho de 1669.

## Homenagens póstumas

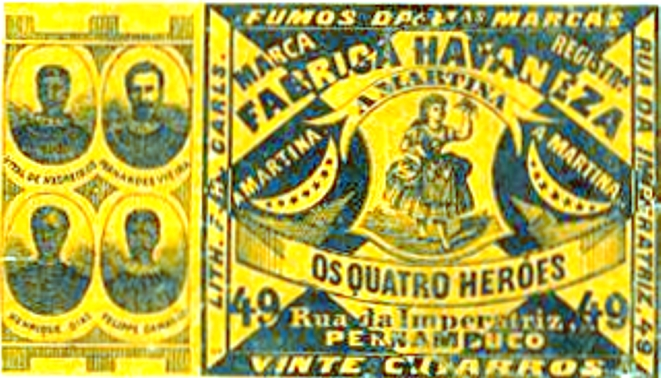
Litografia em rótulo de cigarros com os quatro heróis: Vidal de Negreiros, Fernandes Vieira, Henrique Dias e Filipe Camarão.

Em 6 de agosto de 2012, a Lei Federal nº 12.701 determinou a inscrição dos nomes de André Vidal de Negreiros, Francisco Barreto de Menezes, João Fernandes Vieira, Henrique Dias, Antônio Filipe Camarão e Antônio Dias Cardoso  no Livro de Heróis da Pátria (conhecido como "Livro de Aço"), depositado no Panteão da Pátria e da Liberdade Tancredo Neves, um cenotáfio que homenageia os heróis nacionais localizado na Praça dos Três Poderes, em Brasília.
O 15º Batalhão de Infantaria Motorizado do Exército Brasileiro, localizado na capital do estado da Paraíba, tem André Vidal de Negreiros como patrono e o homenageou com um busto, dando o nome ao batalhão de Regimento Vidal de Negreiros.

## Genealogia
Filho de Francisco Vidal, natural de Lisboa, e de Catarina Ferreira, natural da Ilha da Madeira, teve como irmã Isabel Ferreira de Jesus, casada com o Tenente-General Lopo Curado Garro, o qual foi um dos três governadores da Paraíba nomeados para a Restauração em 1645. 
Apesar de solteiro, André Vidal de Negreiros deixou filhos naturais de várias mulheres, dotando-os com bens materiais no seu testamento. Teve:
De Cristina dos Santos, dita como "descendente de mulatos":
- Matias Vidal de Negreiros, legitimado por carta régia (sendo o pai já falecido), sargento-mor, Fidalgo da Casa Real e Cavaleiro da Ordem de Cristo. Foi também senhor do Engenho Novo. Não casou, mas teve uma filha natural, Feliciana Vidal de Negreiros, senhora do Engenho Diamante, casada e com sucessão. [9]
- Catarina Vidal de Negreiros, filha adotiva, mas possivelmente natural. Também é dita como filha de uma certa Isabel Rodrigues. Casou com Diogo Álvares Lobo, senhor dos engenhos Jacaré, em Goiana, e São Francisco da Várzea, filho de Miguel Álvares Lobo e de Maria Cavalcanti de Vasconcelos, com sucessão. [9]

De Inês Barroso, mulher casada, esposa de Gaspar Nunes:
- Frei Francisco de Madalena Vidal de Negreiros, que, apesar do voto de celibato, teve três filhos de Luísa Pinhão, mulher solteira, que "ensinava meninas", filha de Luís Pinhão de Matos e de Leonor Peres Pessoa. [9]

De mãe desconhecida, podendo alguns serem filhos de Isabel Rodrigues ou de Mônica Vidal (essa última seria sua ex-escrava):
- Manuel Vidal de Negreiros
- Violante Vidal

Sua irmã, Isabel Ferreira de Jesus, casou com o português Lopo Curado Garro, nobre de origem castelhana, Tenente-General, capitão na Guerra Holandesa e dela memorialista, o qual foi um dos três governadores da Paraíba nomeados para a Restauração a que se deu princípio no ano de 1645, além de senhor do Engenho Curado da Várzea . Desse matrimônio, nasceram:
- Antônio Curado Vidal, Tenente-General, Fidalgo Cavaleiro da Casa Real e Cavaleiro da Ordem de Cristo, pela qual foi Comendador da Comenda de São Pedro do Sul, por herança do tio materno. Foi também senhor do Engenho Curado e de imensas sesmarias na ribeira do Ipojuca e na Paraíba. Casou com Maria de Carvalho de Andrada, filha de Francisco de Oliveira Lemos e de Grácia de Carvalho de Andrada, pessoas das mais nobres de Pernambuco, com sucessão, tendo por herdeiros os seus filhos, o Capitão Salvador Curado Vidal, Fidalgo da Casa Real e Cavaleiro da Ordem de Cristo (com apenas doze anos de idade), e o Padre Antônio Curado Garro. Teve também uma filha ilegítima, de nome Catarina Ferreira Vidal, casada com o Capitão Antônio Teixeira Chaves, com sucessão. [9]
- Isabel Vidal de Negreiros, casada com João de Andrade Falheiros, sargento-mor e Cavaleiro da Ordem de Cristo, filho do sargento-mor José Correia de Lima e de Maria Antônia de Oliveira, pessoas nobres e principais de Sergipe, com sucessão. [9]